# Erzlagerstätte
Eine Lagerstätte, aus der Erz gewonnen wird, wird als Erzlagerstätte bezeichnet. Eine Erzlagerstätte ist somit eine natürliche Gesteinsmasse, die mit derart hohem Gehalt ein nützliches Element, eine Verbindung oder ein Mineral enthält, dass sich bei ausreichender Gesamtmenge der Abbau des Materials (Erz) wirtschaftlich lohnen kann. Eisen, Kupfer, Gold, Aluminium, Mangan und Zink stellen die wertmäßig bedeutendsten Metalle der Weltproduktion dar. Erzmineralanhäufungen deren Abbau unwirtschaftlich ist, nennt man Vorkommen. Kohlelagerstätten, Erdöl- und Erdgaslagerstätten werden nicht als Erzlagerstätten betrachtet.
In den meisten Erzlagerstätten muss Abraum, Bergematerial oder anderes Taubes Gestein abgetragen werden, um an das Erz zu gelangen. Das Erz selbst besteht aus den zu verwertenden Erzmineralen und der wirtschaftlich nicht wünschenswerten Gangart. Die wertvollen Erzminerale werden durch die Erzaufbereitung von den Gangart-Mineralen getrennt und im Erzkonzentrat angereichert. Die getrennten Gangart-Minerale werden meist in „Tailingsbecken“ gelagert. Die gesellschaftliche Akzeptanz und die Umweltverträglichkeit sind wichtige Aspekte, die bei der Beurteilung eines möglichen wirtschaftlichen Abbaus einer Erzlagerstätte berücksichtigt werden müssen, wobei das Management der „Tailings“ eine große Rolle spielt.
Erzlagerstätten bilden sich durch zahlreiche geologische Prozesse. Aufgrund ihrer Genese werden folgende vier Hauptgruppen unterschieden: orthomagmatische, hydrothermale, sedimentäre und Verwitterungs-Lagerstätten.

## Erzlagerstätten: Genetische Klassifikation

### Lagerstätten gebildet hauptsächlich durch orthomagmatische Prozesse
Orthomagmatische Lagerstätten entstehen während der Magmenverfestigung. Das Präfix „ortho“ unterscheidet diese Lagerstätten von denen, die durch magmatisch-hydrothermale Prozesse erzeugt werden. Folgende Lagerstättentypen werden als orthomagmatisch bezeichnet:

#### In mafisch-ultramafischen Komplexen

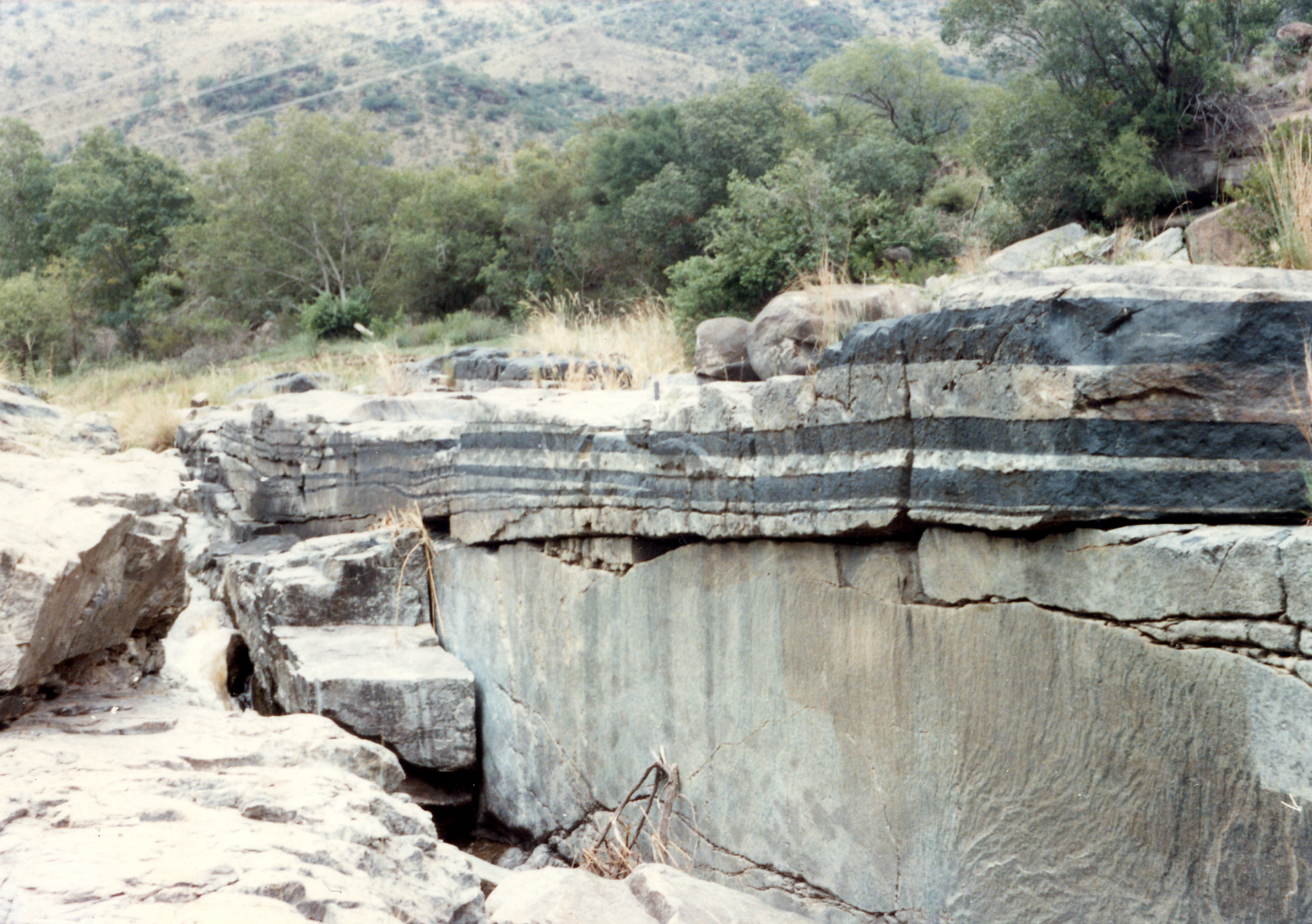
Aufschluss von Chromitit- (schwarz) und Anorthositbändern (hellgrau) im Bushveld-Komplex

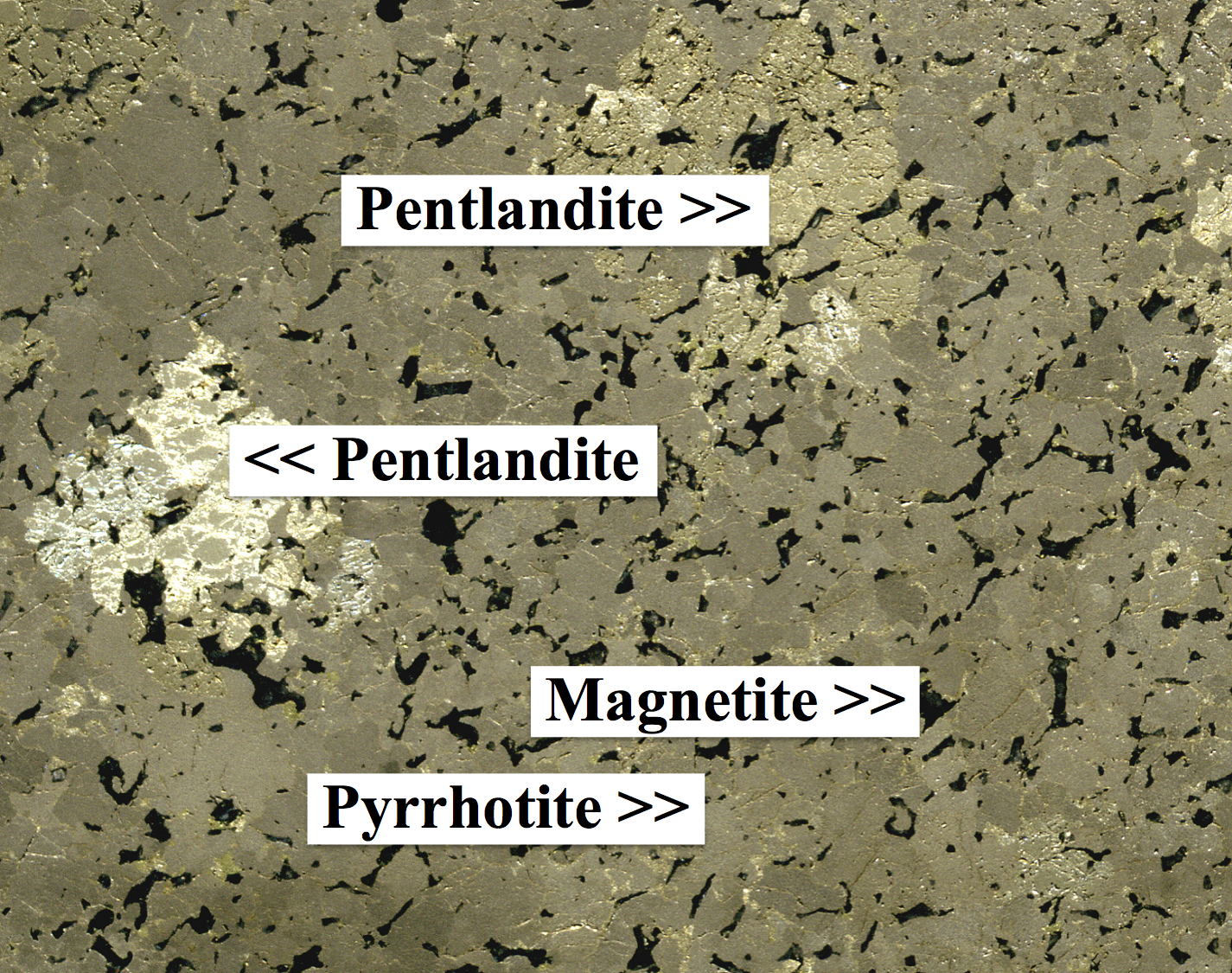
Typisches Erz von der Ni-Lagerstätte Sudbury wo sich die Sulfide durch Liquidentmischung von der Silikat-Schmelze getrennt haben. Bildbreite: 3,4 cm

Minerale mit hohen Schmelzpunkten wie z. B. Chromit scheiden sich früh von ultramafischen Magmen ab (siehe auch Fraktionierte Kristallisation). Wenn diese Minerale eine höhere Dichte als die Restschmelze haben, können sie als „Kumulate“ auf den Boden der Magmakammer sinken, wo sie sich anreichern. Aktuelle Theorien zur Bildung von Chromit-Erzen basieren eher auf einer Kontamination des Magmas mit siliciumhaltigen Nebengesteinen oder eine Magmamischung, die monomineralische Chromit-Bänder und -Schlieren ermöglichen kann wie z. B. in den Chromit-Lagerstätten des Bushveld-Komplexes in Südafrika.
In anderen Fällen kann es zur Trennung bestimmter unmischbarer Komponenten (Phasen) in der Schmelze kommen, so wie sich Wasser von Öl trennt (Liquidentmischung). In Sulfid-Silikat-Schmelzen scheiden sich z. B. Sulfidtröpfchen ab. In diesen Tröpfchen konzentrieren sich besonders Kupfer und Nickel, ebenso Metalle der Platin-Gruppe. Wenn sich die einzelnen Tröpfchen miteinander vereinen, können so umfangreiche Sulfid-Lagerstätten entstehen, wie z. B. in Greater Sudbury (Kanada).
Siehe auch: orthomagmatische Lagerstätten

#### Lagerstätten gebunden an alkalinen intrusionen

##### Diamant Lagerstätten in Kimberliten und Lamproiten

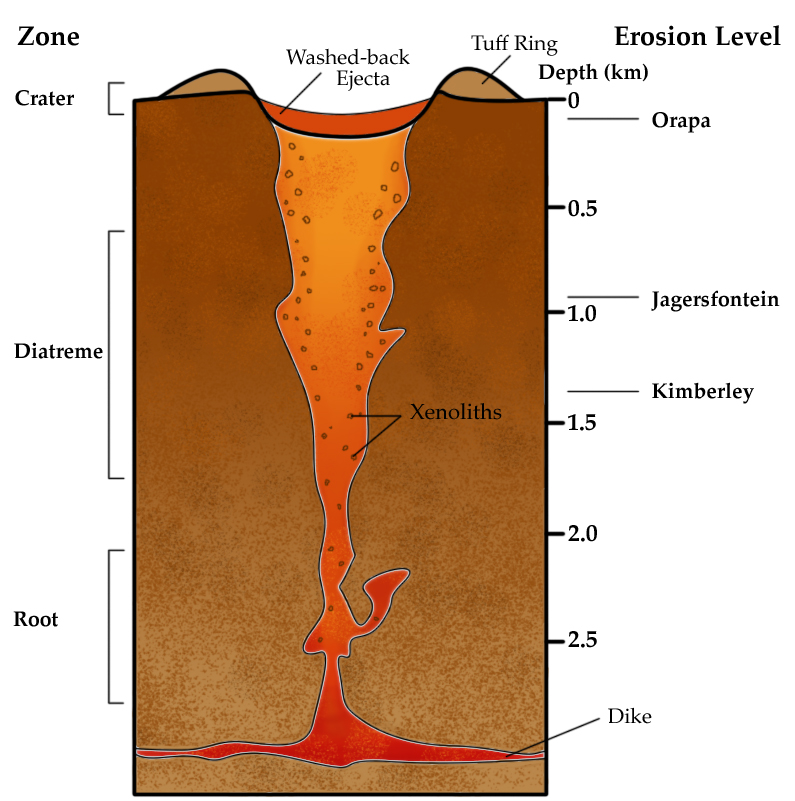
Schematisches Profil eines Kimberlit-Schlotes

Diamanten bilden sich im Erdmantel unter hohen Drücken und Temperaturen, typischerweise in Tiefen zwischen 250 und 700 Kilometern. Abbauwürdige Diamanten werden in relative kühlen dicken kratonischen Bereichen durch Kimberliten und Lamproiten in wenigen Stunden vom Erdmantel an die Oberfläche verfrachtet. Diese große Geschwindigkeit ermöglicht, dass der Diamant die Oberfläche als metastabile Phase erreichen kann und nicht in Graphit umgewandelt wird. Die von den Kimberliten und Lamproiten erzeugten vulkanischen Durchschlagsröhren oder pipes weisen meist einen Durchmesser von weniger als einem Quadratkilometer auf. Zur Tiefe hin verengen sie sich immer weiter und enden schließlich an gangartigen Strukturen, die mit unbrekziiertem Kimberlit gefüllt sind. Von diesen „Wurzelzonen“ nimmt man an, dass sie an regionale Schwächezonen mit Dehnungsrissen und Grabenbildungen gebunden sind, die bis in den Oberen Mantel hinabreichen. Die Kimberlite und Lamproite, die die Diamanten transportieren, sind im Allgemeinen 20 bis 550 Millionen Jahre alt, die Diamanten selbst sind viel älter, meistens mehr als 1,5 Milliarden Jahre. Der Diamant ist also ein Xenocryst in den Kimberlitbrekzien, das heißt ein Fremdmineral, das beim Aufstieg des Magmas aus dem Erdmantel mitgerissen wurde.
Siehe auch: Diamant: Bildung und Fundorte

##### Lagerstätten in Karbonatiten
Extrem alkaline Gesteine sind Karbonatite mit magmatisch gebildeten Karbonaten. Phosphor- und Aluminium-reiche Apatit- und Nephelin-Lagerstätten treten in Karbonatiten auf. Zu diesen Karbonatit-Alkaligestein-Komplexen gehören wichtige Lagerstätten der Metalle der Seltenen Erden und anorganische Phosphat-Lagerstätten wie in Phalaborwa und auf der Kola-Halbinsel.
Siehe auch: Lagerstätten in Karbonatiten

#### Spätkristallisation – Pegmatite
Nach der Kristallisation eines großen Teils der gesteinsbildenden Minerale bleiben Restschmelzen zurück, in denen bestimmte Elemente wie Li, Be, B, P, F, Nb, Ta, Sn und W angereichert vorliegen, die sich vor allem wegen ihrer Ionengröße und Ladung (siehe auch inkompatibles Element) kaum in die häufigsten gesteinsbildenden Minerale einbauen ließen. Ein Kennzeichen der nun verbliebenen Restschmelzen ist, dass sie zunehmend mehr Wasser enthalten. Diese letzte Stufe der Pegmatitkristallisation stellt somit einen Übergang zur hydrothermalen Phase dar. Aufgrund ihres gangförmigen Auftretens und des zumeist geringen Volumens spielen Pegmatite im weltweiten Vergleich als Lagerstätte nur eine kleinere Rolle. Jedoch haben Pegmatite in der letzten Zeit an Bedeutung gewonnen, da sie für die Technologie „kritische Rohstoffe“ wie Li- und Ta-Minerale („Coltan“) sowie Seltene Erden liefern. Schmucksteine wie Topas, Turmaline und Berylle werden hauptsächlich von Pegmatiten gewonnen.
Siehe auch: Pegmatitlagerstätten

### Hydrothermale Lagerstätten: magmatische und nicht magmatische Fluide
Hydrothermale Fluide, das heißt heiße (etwa 700° bis 50°) wässrige Fluide, sind mit Abstand die wichtigsten Transportmittel für Metalle. Hydrothermale Fluide, die durch Dekompression oder Kristallisation aus Magmen abgesondert werden, sind für die Bildung von Erzlagerstätten am wichtigsten. Von großer Bedeutung sind auch erhitzte intraformationelle Wässer meteorischen oder marinen Ursprungs. Metamorphe Fluide können in wenigen Fällen eine erzbildende Rolle spielen. Der physikalische Zustand von hydrothermalen Fluiden kann flüssig, dampfförmig oder überkritisch sein.
Bei der magmatischen Kristallisation bleiben nach der Ausscheidung der gesteinsbildenden Minerale aus den Restschmelzen noch heiße, wässrige Fluide zurück; die sogenannten magmatisch-hydrothermalen Fluide, die eine große Temperatur- und Salinitätbandbreite haben. Diese hydrothermalen Fluide sind in der Lage, lösbare Elemente wie Cu, Zn, Pb, Au, Ag und viele andere zu transportieren. Sie tragen damit wesentlich zur Bildung vieler Erzlagerstätten bei. Nach abnehmendem Druck und Temperatur unterteilte Schneiderhöhn 1941 die magmatisch-hydrothermale Phase in katathermal, mesothermal und schließlich epithermal, wobei heute fast ausschließlich der Begriff „epithermal“ und ab 300 °C (das heißt nicht im Sinne Lindgrens (1933), ab 200 °C) benutzt wird. „Mesothermal“ wird heute in einem anderen Sinne, als Alternative zu orogenen Gold-Lagerstätten verwendet.
Hydrothermale Fluide, wie bereits oben geschrieben, müssen aber nicht magmatischen Ursprungs sein. Auch erhitzte Becken-Fluide meteorischen und marinen Ursprungs können hydrothermale Fluide darstellen und große Lagerstätten bilden. Die Erhitzung erfolgt meistens durch Einsinken der Fluide in tiefere, wärmere Teile der Oberkruste. Die erzbildenden Elemente werden zum größten Teil von verschiedenen Gesteinen ausgelaugt.
Temperatur, Salinität, pH-Wert, Oxidationszustand und Druck sind die wichtigsten Parameter, die Elementtransport und Ausscheidung kontrollieren. Mischung zwischen Fluiden mit verschiedenen Eigenschaften und Reaktionen des Fluides mit dem Wirtgestein sind ebenfalls wichtige erzbildende Prozesse.

#### Magmatisch-hydrothermale Lagerstätten

##### Porphyrische Kupferlagerstätten

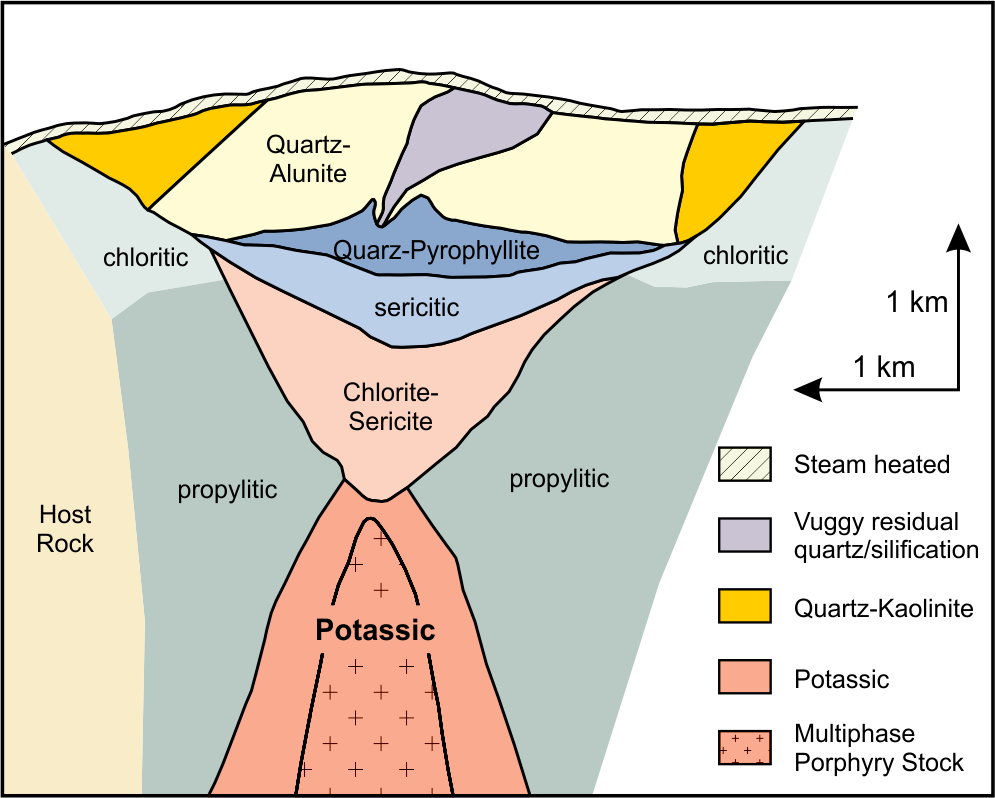
Schematischer Querschnitt durch eine Porphyrische Kupferlagerstätte mit der wichtigsten hydrothermalen Alterations-Zonen, um eine Intrusion herum

Einen besonders wichtigen Typ der magmatisch-hydrothermalen Lagerstätten stellen die sogenannten porphyrischen Kupferlagerstätten dar. Hierbei handelt es sich um Lagerstätten mit verhältnismäßig geringen Erzgehalten, aber oftmals riesigen Volumen. Heute geht über die Hälfte der weltweiten Kupferproduktion auf „Kupferporphyries“ zurück, diese werden oft in riesigen Tagebauen ausgebeutet.
Kupferporphyries (±Mo, ±Au) bilden sich typischerweise in den oberen Teilen von sauren und intermediären Intrusionen, wie Granit und Diorit, die über Subduktionszonen auftreten, weil ihre Bildung von magmatischen Fluiden abhängt, die zuvor zum teilweisen Schmelzen von hydratisiertem Mantel über einer absteigenden wasserhaltigen Platte beigetragen haben. Während die Minerale am Rand dieser Intrusionen meist gleiche Korngrößen aufweisen, treten im Inneren größere Kristalle in einer gleichkörnigen Matrix hervor (porphyrisches Gefüge, daher der Name). Dieses Gefüge gilt als ein Hinweis auf eine verhältnismäßig schnelle Abkühlung und Auskristallisation der Intrusion. Man vermutet, dass der Dampfdruck der mineralisierenden Lösungen im oberen Bereich der Magmakammer irgendwann den Gesteinsdruck überstiegen hat, und dass dies im umgebenden Gestein ein Drei-dimensionales Netz von Gängchen („Stockwerk“, auf Englisch Stockwork) gebildet hat. Die mineralisierenden Lösungen kristallisierten zum Teil so an Ort und Stelle aus, bevor sie in weiter entfernte Gänge oder Gesteine abwandern konnten. Typisch für porphyrische Lagerstätten ist, dass das Nebengestein durch die mineralisierenden Lösungen stark angegriffen ist und charakteristische Veränderungen aufweist (hydrothermale Alteration).
Kupferporphyries bilden zusammen mit Skarn- und epithermalen Lagerstätten von Gold, Silber und Buntmetallen das „Porphyry-System“, in dem die verschiedene Lagerstättentypen eine verwandte Genese haben. Daneben existieren noch porphyrische Lagerstätten von Zinn.

##### Skarnlagerstätten
Bei der Platznahme eines Magmakörpers kann es zur Metasomatose mit dem Nebengestein kommen, das heißt zu Mineralreaktionen und Stoffaustausch zwischen Intrusion und Wirtsgestein. Durch die Zufuhr Silicium, Aluminium, Magnesium und Eisen im Nebengestein, vor allem wenn es sich um Kalkstein oder Dolomit handelt, bilden sich, oft unregelmäßige, Gesteinskörper mit Pyroxen, Granat und anderen Kalsilikaten, die Skarn bezeichnet werden. Hydrothermale Lösungen, welche von den intrudierenden Magmen stammen, bilden wichtige Skarnlagerstätten. Eisenskarnlagerstätten sind die größten Skarnlagerstätten. Kupfer- und Zinkskarnlagerstätten sind meistens Teile eines Porphyry-Systems. Wolfram-, Tin- und Goldskarne sind auch von Bedeutung.
Ursprünglich handelte es sich bei Skarn nicht um die Bezeichnung für einen Lagerstättentyp, sondern um einen schwedischen Bergmannsbegriff für silikatische Gangart (taubes Gestein). Metasomatische Skarne können mit Kalksilikatfelsen verwechselt werden, die jedoch nicht durch Verdrängung, sondern durch eine Umwandlung aus tonig-sandigen (unreinen) Kalken oder kieseligen Dolomiten entstanden sind, die dieselbe chemische Zusammensetzung hatten wie die Endprodukte (isochemische Umwandlung).
Siehe auch: Skarnlagerstätten

##### IOCG – Eisenoxid-Kupfer-Gold-Lagerstätten
IOCG-Lagerstätten (Eisenoxid-Kupfer-Gold-Lagerstätten, englisch Iron-Oxide-Copper-Gold), machen etwa 7 % der weltweiten Cu-Ressourcen aus. Die meisten Lagerstätten enthalten Magnetit und/oder Hämatit in massiven Körpern, die in Brekzien und Verdrängungskörpern mit albitischer Alteration auftreten. Typische Beispiele sind die riesige mesoproterozoische Lagerstätte Olympic Dam in Australien (90 Mt Cu enthalten). Weitere wichtige Lagerstätten sind Candelaria (~7,4 Mt Cu) in Chile und Salobo (~8,4 Mt Cu) in Brasilien. Diese Lagerstätten haben ein Alter vom Archäischen bis zur Kreidezeit und treten in tektonischen Umgebungen auf, die von konvergenten Rändern bis hin zu stabilen Kratonen reichen. IOCG-Lagerstätten können neben Fe, Cu und Au auch andere Elemente enthalten, einschließlich U und Seltene Erde (englisch REE) (Olympic Dam ist eine der größten U-Lagerstätten der Welt). Die Merkmalbreite von IOCG-Lagerstätten (einige bestehen nur aus Eisenoxid ohne Cu oder Au) hat zu einer beträchtlichen Debatte über die Prozesse geführt, durch die die Lagerstätten entstehen. Obwohl allgemeiner Konsens darüber besteht, dass sie magmatisch-hydrothermalen Ursprungs sind, sind auch tief zirkulierende Beckenwässer als erzbildende Fluide vorgeschlagen worden.
Die große Untertage-Eisenlagerstätte Kiruna in Schweden, bestehend hauptsächlich aus Magnetit, Hämatit und Apatit, zeigt gewisse Ähnlichkeiten mit IOCG-Lagerstätten und wird wahrscheinlich auch von magmatisch-hydrothermalen Fluiden gebildet. Es ist wahrscheinlich, dass unter der Bezeichnung IOCG, Lagerstätten mit verschiedener Entstehung gruppiert werden.

##### Greisen
Ähnlich wie Kupferporphyries bilden sich Greisenlagerstätten meist in der Dachregion von Granitintrusionen und werden zuweilen von einer Stockwerkvererzung begleitet. Meist bestehen sie aus gleichmäßig-körnigen (granoblastischen) Aggregaten von Quarz und Muskovit mit untergeordnetem Topas, Turmalinen und Fluorit. In der Regel werden sie wegen ihres Zinngehaltes abgebaut, wie die Lagerstätten im Erzgebirge, gelegentlich auf Wolfram.
Siehe auch: Greisen

##### Epithermale Lagerstätten
Im Allgemeinen wird der Begriff epithermal für Gold und Silber-Lagerstätten benutzt, die sich in relativ geringer Tiefe und bei niedriger Temperatur (< 1,5 km, <300 °C) bilden. Es wird oft zwischen „Low-sulfidation“-, „Intermediate-Sufidation“ und „High-sulfidation“-Epithermallagerstätten unterschieden. „High-“ und „Intermediate-sulfidation“ Lagerstätten werden von sauren, salinen Fluiden gebildet, die von Porphyry-Systemen stammen, wie zum Beispiel bei Yanacocha in Peru. Oft führen diese Lagerstätten auch große Mengen an Zink, Blei, Kupfer und andere Metalle. Mischung der magmatisch-hydrothermalen Fluide mit Oberflächenwässern, die auch durch die Wärme der magmatischen Intrusionen in Zirkulation versetzt werden können, ist ein wichtiger Vererzungsprozess. „Low-sulfidation“ Gold-Lagerstätten (z. B. Waihi in Neuseeland) bilden sich typischerweise von neutralen Fluiden in einer distaler Lage bezüglich magmatischer Aktivität, und nicht immer ist ein genetischer Zusammenhang mit magmatischen Fluiden erkennbar. Die volumenreichen Lagerstätten vom Carlin-Typ in den USA, die wegen ihrer sehr feinkörnigen Vererzung als „unsichtbare“ Gold-Lagerstätten bezeichnet werden, sind, nach mehreren Autoren, epithermale Lagerstätten, die durch distale, neutrale magmatisch-hydrotherrmale Fluide gebildet werden.

#### Massivsulfid-Lagerstätten in vulkanischen Gesteinen (VHMS oder VMS)

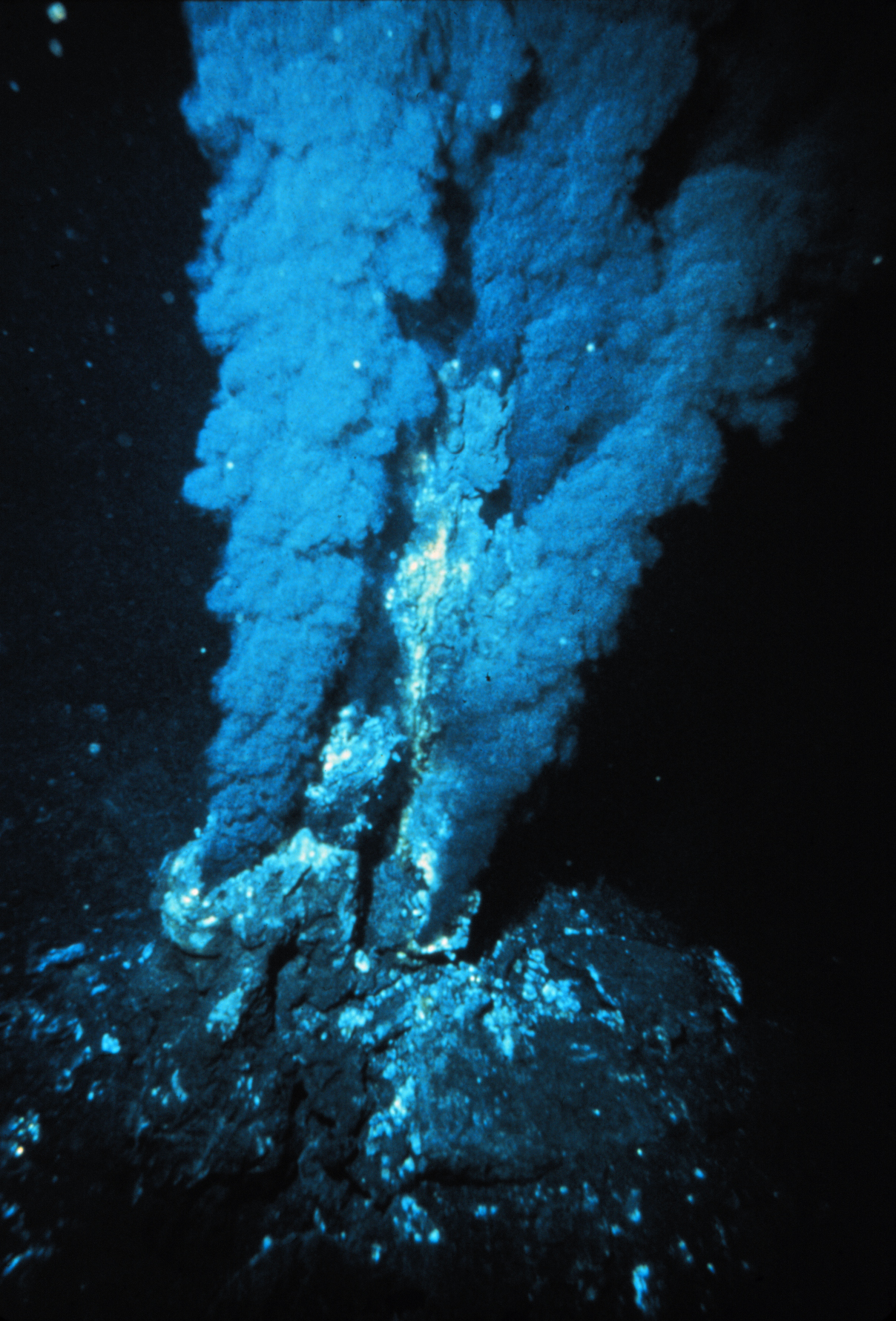
Heiße, mineralgesättigte Lösungen treten aus dem Schlot eines „Black Smokers“ aus.

Kupfer-Zink-Blei±Barium Massivsulfid-Lagerstätten in vulkanischen Gesteinen („Volcanic-hosted massive sulfide, VHMS“), auch vulkanogenen Massivsulfid-Lagerstätten (VMS) genannt, bilden sich auf dem Meeresboden und vor allem in geringen Tiefen unterhalb des Meeresbodens, hauptsächlich in Back-Arc-Bereichen und submarinen Inselbögen sowie in der Nähe des Mittelozeanischen Rückens. Das Verständnis der VMS-Lagerstätten hat sich dank der Untersuchung ihrer aktiven Äquivalente schwarze (Sulfid) und weiße (Anhydrit) Raucher („Black“ und „White Smokers“) in hydrothermalen Quellen am Meeresboden. Meerwasser dringt tief in die Kruste ein, wo es auf bis 500 °C erhitzt wird und sich – zumindest in Inselbögen- mit magmatischen Fluiden vermischen kann (z. B. im Kermadec-Bogen, Südwestpazifik;); Metalle können aus den magmatischen Fluiden stammen sowie aus den Vulkangesteinen der Kruste ausgelaugt werden. Metalle werden durch Abkühlung und andere Prozesse unterhalb des Meeresbodens und lokal am Meeresboden ausgefällt.

#### Lagerstätten gebildet durch hydrothermale Becken-Fluide
Hydrothermale Lagerstätten, die durch Becken-Fluide gebildet werden, umfassen folgende Hauptgruppen:

##### Sedimentär-exhalative (SEDEX / SHMS / CD-Zink-Blei Lagerstätten)
Sedimentär-exhalative (SEDEX) Lagerstätten auch „Sediment-hosted Massive Sulfides (SHMS)“ und „Clastic hosted (CD)“ Zink-Blei±Barium Lagerstätten genannt. Beispiele sind Red Dog in Alaska, McArthur River, Mount Isa in Australien, und Sullivan in British Columbia. Auch das historische Bergwerk Rammelsberg im Harz wird diesem Lagerstättentyp zugerechnet und wurde maßgeblich benutzt, um das SEDEX Model zu entwickeln.
Siehe auch: Sedimentär-exhalative Lagerstätten

##### Mississippi Valley-Typ (MVT)
Mississippi Valley-Typ (MVT) Zink-Blei±Barium±Fluor Lagerstätten meistens in Karbonatgesteinen wie in Bleiberg, Österreich, untergeordnet auch in Sandsteinen und Konglomeraten wie in den Blei-Zink-Lagerstätten bei Maubach-Mechernich. Im Gegensatz zu SEDEX-Lagerstätten, findet die Vererzung bei MVT Lagerstätten lange Zeit nach der Ablagerung des Nebengesteins, also deutlich epigenetisch, statt. Thermochemische Sulfateduktion (TSR) in Verbindung mit Kohlenwasserstoffen ist oft die Hauptquelle des für die Ausfällung der Metallsulfide notwendigen reduzierten Schwefels.

##### Schichtförmige Cu-(Co-Ag)
Schichtförmige Cu-(Co-Ag-)Lagerstätten in Sedimentgesteinen (engl. „Sediment-hosted stratiform Cu-Co-(Ag) deposits (SSC)“), wie zum Beispiel die in weiten Teilen Mitteleuropas ausgebildete Kupferschiefer Lagerstätten und das Copperbelt in Sambia und der Demokratischen Republik Kongo. Sie stellen die erste Cobalt- und die zweite Kupferquelle weltweit. Die Entstehung dieser wichtigen Lagerstätten wird allgemein mit dem Aufstieg von oxidierenden Becken-Fluiden und ihrer Reaktion mit reduzierten Schichten reich an H2S erklärt. Es herrscht Konsens beim Kupferschiefer, dass diese erzbildende Redoxreaktion lange nach der Ablagerung des Nebengesteins, d. h. epigenetisch, stattfindet. Dagegen, im Copperbelt bevorzugen einige Forscher eine frühere, syn- bis syndiagenetische Erzbildung, während andere, wie beim Kupferschiefer, eine epigenetische Vererzung vertreten. Wenn die stratiforme Morphologie dieser Art von Lagerstätten weniger ausgeprägt ist, werden sie oft „Red-Bed-Kupferlagerstätten“ genannt. Das genetische Prinzip ist dasselbe: oxidierende, saline Wässer laugen Kupfer und andere Metalle von verschiedenen Gesteinen aus, welche in Bereichen mit einem hohen Anteil an organischen Substanzen als Sulfide ausgefällt werden. Der Name der Provinz Katanga im Südosten der Demokratischen Republik Kongo, bedeutet „Kupfererz“, und geht auf diese Art der Red-Bed-Lagerstätten zurück.
Siehe auch: Kupferschiefer

#### Lagerstätten gebildet durch hydrothermale meteorische Fluide
Diskordanzgebundene Lagerstätten, die wichtigste Quelle für Uran, und Rollfrontlagerstätten werden durch uranführende oyxidierende hydrothermale Fluide, meistens aus meteorischem Ursprungs, die das Uran in reduzierenden Bereichen ausscheiden. Uranlagerstätten in Saskatchewan/Kanada und in Australien, die Ende der 1960er Jahre entdeckt wurden, haben sich in Erosionsflächen (Diskordanzen) zwischen dem kristallinen Grundgebirge und überlagernden metamorphen Sedimenten gebildet, die als Redoxfronten agieren.
Siehe auch: Diskordanzgebundene Uranlagerstätten(Unconformity-related) und Rollfront-Lagerstätten

#### Lagerstätten gebildet durch metamorphe Fluide
Orogene Gold-Lagerstätten (Engl. „orogenic“, manchmal auch „mesothermal“) stellen eine der wichtigsten Goldquellen der Erde dar. Diese Lagerstätten werden von tiefen Fluiden metamorphen Ursprungs (+/- Mantel und magmatische Komponenten) gebildet, die entlang große orogenweit, krustale Strukturen fokussiert werden. Die Fluide haben einen neutralen bis leicht sauren Charakter und Temperaturen zwischen 250 °C und 400 °C. Das Gold fällt hauptsächlich durch Reaktion mit dem Nebengestein aus. Bedeutende Lagerstätten kommen in den archaischen Grünsteingürteln Afrikas, Kanadas und Westaustraliens, in Proterozoischen (Kanada, Ghana, Brasilien) und in paläozoischen Gesteinen Victorias (Australien) und Südamerikas vor.

### Sedimentäre Bildungen

#### Bändereisenerze (Banded Iron Formations, BIF)
Reduziertes, zweiwertiges Eisen ist wasserlöslich. In oxidierender Umgebung, als dreiwertiges Ion, ist Eisen unlöslich. Eisen aus untermeerischen Vulkanismus oder aus Verwitterungsprozessen lag deswegen in archaischen Gewässern gelöst vor und wurde erst am Übergang zum Paläoproterozoikum in den zunehmend durch sauerstoffproduzierende Mikroorganismen mit Sauerstoff angereicherten Flachmeerbereichen als Eisenoxid ausgefällt. Die daraus hervorgegangenen Bändereisenerze (Banded Iron Formations, BIF) bilden die heutige wichtigste Eisenquelle. Mit Vulkaniten verzahnte BIF-Lagerstätten werden dem „Algoma-Typ“ und solche weit weg von vulkanischen Gesteinen dem „Superior Typ“ zugerechnet. Neoproterozoische Bändererze (~0.85–0.7 Ga), also solche, in Zusammenhang mit glazialen Sedimenten (z. B. Tilliten) (Schneeball Erde) auftreten, werden unter der Bezeichnung „Rapitan-Typ“ zusammengefasst.
 Siehe auch: Bändereisenerze

#### Minette Eisenerze
Bei den lothringischen Minette-Eisenerzen handelt es sich um marine Sedimente, nämlich um kleine, schalige Kügelchen (Ooide) von Quarz, Kalk und Hämatit. Solche Lagerstätten waren in den Zeiten der Industriellen Revolution nicht nur in Lothringen, sondern auch in den englischen Midlands um Manchester, und in Salzgitter von einiger Bedeutung, da sie zu den häufigsten phanerozoischen Eisenlagerstätten gehören. Heute lassen sie sich, wegen des geringen Eisengehalte und ihrer silikatischen Komponente, nur noch selten wirtschaftlich abbauen.
 Siehe auch: Minette Eisenerze

#### Manganknollen
Manganknollen sind Klumpen, die bis zu 27 % aus dem Metall Mangan bestehen. Sie sind in Tiefen zwischen 4000 und 6000 Metern auf dem Meeresboden zu finden. Andere Elemente wie Kupfer, Cobalt, Zink und Nickel sind mit 0,2–1 % enthalten, der Eisenanteil liegt bei 15 %.
Siehe auch: Manganknolle

#### Seifenlagerstätten
Schwermineralen, wie Gold, Zinnstein (Cassiterit), Rutil (ein wichtiges Titan-Erzmineral) usw., können sich in Seifenlagerstätten anreichern. Früher gehörten Seifen zu den wichtigsten Lagerstätten überhaupt. Heute sind wichtig vor allem für Cassiterit, Rutil und Diamant (kein Schwermineral, aber sehr widerstandsfähig).
Die wichtigste (Paläo-)Seifenlagerstätte der Welt, die Quarz-Konglomerate vom Witwatersrand in Südafrika, stellen in mehrfacher Hinsicht eine Ausnahmeerscheinung dar: Erstens liegen sie als fossile, verfestigte Seifen vor. Zweitens sind sie außergewöhnlich alt (Proterozoikum). Drittens weisen sie, neben freiem Gold, auch detritischen Pyrit (ein Eisensulfid) und das Uranmineral Uraninit. Heute wären Pyrit- und Uraninit-Ablagerungen so gut wie unmöglich, da sich diese Minerale in Gewässern, die sich im Gleichgewicht mit einer sauerstoffreichen Atmosphäre befinden, schnell zersetzen.
Siehe auch: Seifen

#### Evaporitlagerstätten

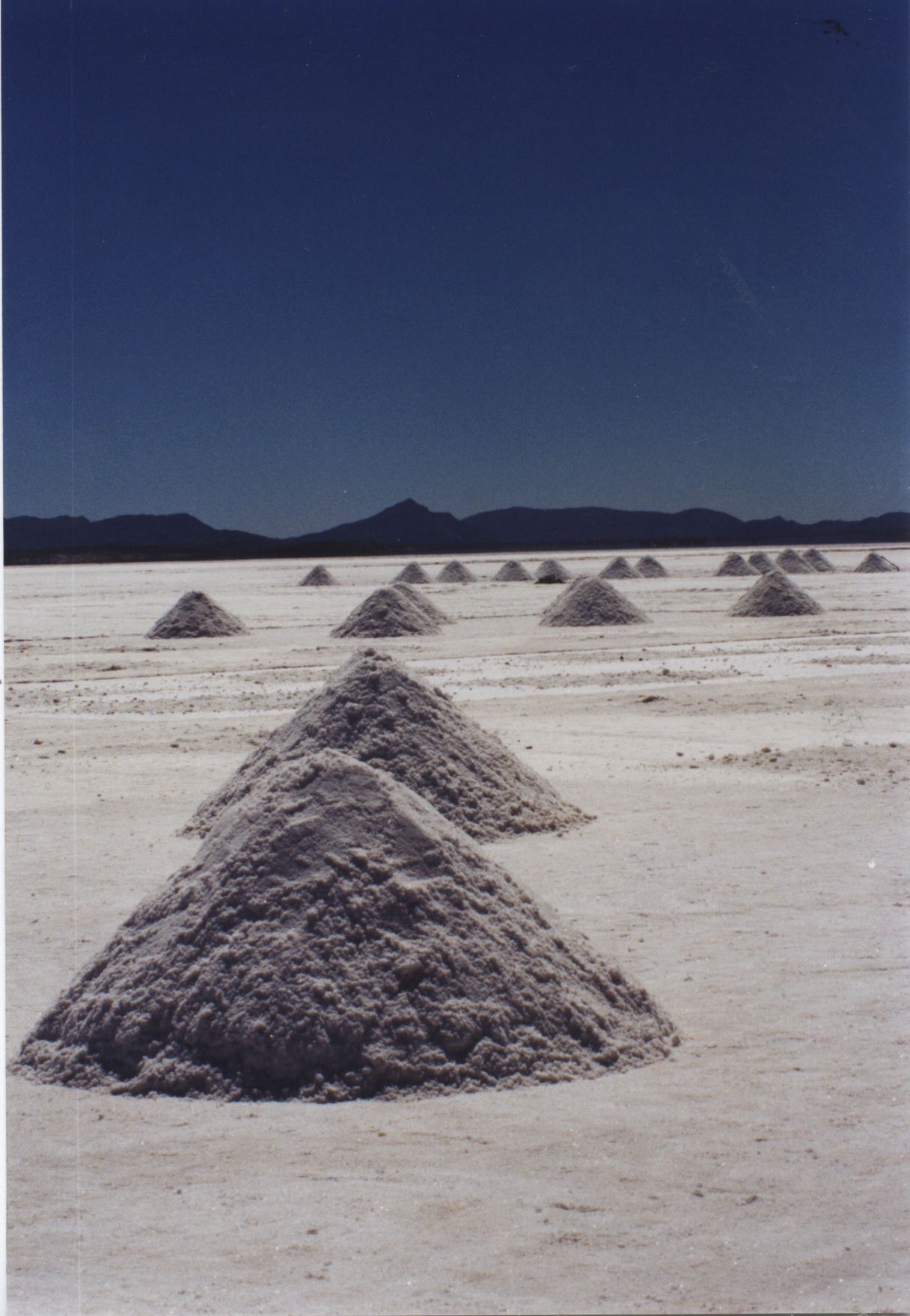
Salzabbau im Salar de Uyuni, Bolivien.

Bei fortschreitender Eindampfung eines Meeres- oder Seebeckens werden die Minerale in Reihenfolge ihrer Löslichkeit, beginnend mit den am schwersten löslichen Mineralen, ausgefällt. Zuerst fallen Karbonate und Sulfate (Gips), dann Steinsalz, und schließlich die leicht löslichen Kalium- und Magnesium-Salze aus. Kalisalze stellen oft den ökonomisch interessantesten Teil der Salzlagerstätten dar, wegen ihrer Bedeutung für die Chemieindustrie und Kunstdünger-Herstellung.
Andere Beispiele Evaporitlagerstätten sind Lithium und Borax-Lagerstätten in Salzseen („Salare“) in endorheischen Becken in semiariden Gebieten. Meist wird eine vulkanische Herkunft für Lithium und Bor vermutet. Salpeterlagerstäten bilden sich als Oberflächenkrusten in hyperariden Wüsten.
Siehe auch: Evaporit, Salzsee, Salzlagerstätten, Salztonebene

#### Andere marine Lagerstätten
Auch bei vielen Massenrohstoffen, die für das Baugewerbe und die Industrie von Bedeutung sind, wie Kalk, Dolomit, und Phosphat, handelt es sich um (bio-)chemische Ausscheidungen im marinen Milieu.

### Residuallagerstätten

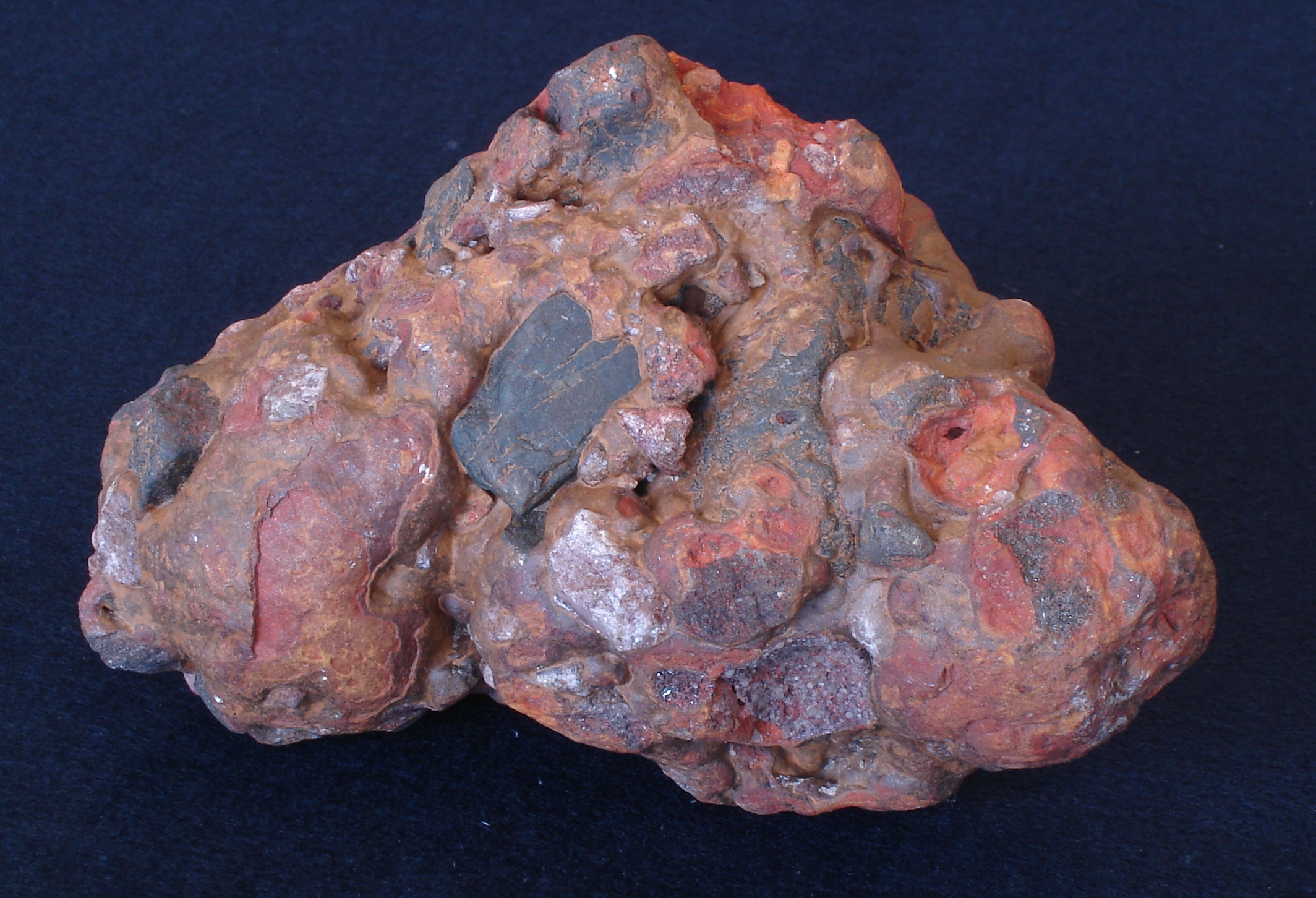
Typisch rostroter, zusammengebackener Laterit.

Durch chemische Verwitterung (z. B. unter tropischem Klima, in einer möglichst flachen Landschaft) kann es zur Bildung von Residuallagerstätten kommen. Hierbei handelt es sich um Anreicherungen von schwer löslichen Elementen in der Oxidations- und Zementationszone des Bodens, wie Aluminium in Bauxit und Laterit und Ni in Ni-Lateriten, aber auch um den „Eisernen Hut“, der sich über sulfidischen oder karbonatischen Eisenlagerstätten bildet, oder residuale Seifen (z. B. Nuggets über dem Ausbiss von goldführenden Gängen und Diamant-führenden Kimberliten).
Im feuchten (humiden) Klima können besonders in moorigen Böden gelöste Eisenverbindungen ausfallen. Solches Rasenerz war in vielen Teilen Nordeuropas bis weit in das Mittelalter hinein, die einzige Quelle von Schmiedeeisen.
Siehe auch Bauxit und Ni-Laterite

### Metamorphe Überprägung
Metamorphosierten Lagerstätten weisen charakteristische Veränderungen im Mineralbestand auf, wie Rekristallisation und Mineralneubildungen. In bestimmten Fällen kann auch eine Mobilisierung des Erzes stattfinden und so in geeigneten Strukturen, wie Störungen oder Scherzonen, zu einer Erzkonzentration kommen. Die sehr große Zn-Pb-Ag Lagerstätte Broken Hill wird von einigen Autoren als eine metamorphosierte sedimentär-exhalative Lagerstätte angesehen.

## Andere Klassifizierungen von Erzlagerstätten
Die Klassifizierung von Lagerstätten nach ihrer Genese ist manchmal mit Problemen behaftet, denn die Prozesse, die zu ihrer Bildung führen, sind nicht immer endgültig geklärt. Aus diesem Grund koexistieren mit der genetischen auch andere Klassifikationen.
- Nach dem ökonomisch wichtigsten Bestandteil, wie Goldlagerstätte oder Uranlagerstätte. Ein Beispiel ist die Klassifikation der „Lagerstätten der einzelnen Metalle“ von Pohl (2005).[1]
- Nach der geotektonischer Lage des Nebengesteins[26]

## Begriffe in Zusammenhang mit Erzlagerstätten

### Einige genetische Begriffe in Zusammenhang mit Erzlagerstätten
- Syngenetische sind Erzlagerstätten, die sich gleichzeitig mit dem Nebengestein gebildet haben und
- Epigenetische sind solche, die später als das Nebengestein entstanden sind.
- Hypogen sind die aufsteigende Fluide, die primäre Vererzungen bilden.
- Supergen[27] sind dagegen Prozesse, die das Erz durch absteigende (deszendente) meteorische Wässer verwittern. Und Erzanreicherungen (z. B. Zementationszonen), die durch diese Prozesse gebildet werden, werden „supergen“ oder „deszendent“ genannt.

### Räumliche Begriffe in Zusammenhang mit Erzlagerstätten

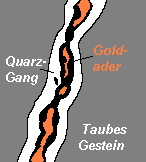
Schematische Darstellung eines Gold-Quarz-Ganges mit Gangart (weiß-schwarz) und Goldäderchen (orange) in taubem Nebengestein (grau)

- Bis weit in das 20. Jahrhundert hinein lieferten Erzgänge auf der ganzen Welt viele der ergiebigsten Lagerstätten von Gold, Silber, Kupfer, Zinn, Blei und anderen Metallen. Dementsprechend wichtig waren Gänge für die Theoriebildung in der Lagerstättenkunde und für die Definition von vielen Bergbaubegriffen, so zum Beispiel Gangart, das heute für alle Lagerstättenarten benutzt wird.
- Ein Erzkörper kann die Gesteinspakete diskordant durchschlagen, oder konkordant ihrer internen Schichtung folgen.
- Sehr häufig und wichtig sind plattenförmige Erzkörper. Hierzu gehören nicht nur Gänge, sondern auch verschiedene stratiforme Lagerstätten.[28]
- Schichtgebundene Lagerstätten (englisch: strata-bound deposits) sind schichtförmige und nicht schichtförmige Lagerstätten, die (hauptsächlich) an eine bestimmte lithologische Einheit gebunden sind.[28] Schichtgebunden hat keine genetische Bedeutung: so sind die Kupferschiefer epigenetisch und die Bändereisenerze syngenetisch, obwohl beide schichtgebunden und schichtförmig sind.
- Erzschlot (engl. pipe) Schlauchförmige Erzkörper, die sich meist vertikal, oder nahezu vertikal, aus der Tiefe bis (nahe an der oder) zur Oberfläche erstrecken, oft mit Brekzie-Gefüge. Die Erzmineralien können in den Trümmern oder in der Matrix sein.[28]
- Dort wo mineralisierende, aufwärtssteigende Lösungen auf besonders reaktionsfreudige Gesteine treffen, bilden sich zuweilen Vererzungen, die mehr oder weniger konkordant mit dem Nebengestein verlaufen, die so genannten Mantos.[28]
- Stockwerk (engl. Stockwork) ist ein drei-dimensionales Netz von unregelmäßigen Gängen oder Gängchen.[28]
- Gleichmäßig verteilte Erzmineralen werden als Imprägnationen, heute öfters Disseminationen bezeichnet.